# Чемпіонат ДР Конго з футболу
Національна футбольна ліга (фр. Ligue nationale de football), скорочено — Лінафут (фр. Linafoot) — найвищий футбольний дивізіон у Демократичній Республіці Конго. Контролюється Конголезькою федерацією футболу. Призери турніру отримують право виступити в Лізі чемпіонів КАФ та Кубку конфедерацій КАФ.

## Історія
Футбол з'явився на території сучасної ДР Конго, коли країна була бельгійською колонією. У 1911 році вперше стартувала Ліга Катанги, де грали лише білі. Своя ліга в Леопольдвілі (зараз — Кіншаса) була організована в 1917 році. З 1923 по 1950 рік найкращі клуби Леопольдвіля грали в чемпіонаті Стенлі проти команд з Браззавіля, що був французькою колонією і розташований на протилежному березі річки Конго.
Свою незалежність від Бельгії Республіка Конго-Леопольдвіль проголосила 1960 року. З 1964 року Федерація спортивних асоціацій Конго почала проводити власний національний чемпіонат, який розігрувався у кубковому форматі. Першим переможцем турніру стала команда «Імана» (зараз — «Мотема Пембе»). У зв'язку зі зміною назви держави керівна організація з 1971 по 1998 рік іменувалася як Заїрська федерація футболу.
У 1990 та 1991 роках турнірах отримав формат чемпіонату, але в наступних шести сезонах повернувся у формат кубка. У 1998 році турнір стартував як чемпіонат і з того часу неодноразово змінював формат проведення.
Під час матчу між клубами «Віта» і «ТП Мазембе» у 2014 році в тисняві на стадіоні загинуло 20 осіб.
Через протести проти президента країни Жозефа Кабіли у грудні 2016 року чемпіонат було зупинено.
Сезон 2022/23 був перерваний 24 грудня 2022 року через відсутність фінансових коштів. Планувалося, що ліга відновиться 5 травня, після чотиримісячної паузи, про на зустрічі представників Федерації та керівників клубів 28 квітня 2023 року було прийнято рішення не догравати сезон 2022/23.
У сезоні 2024/25 турнір був поділений на дві стадії. На початку клуби були розділені на дві групи, після чого шість найкращих виходили у раунд плей-оф.
З моменту заснування турніру чемпіонами були 10 різних клубів. Найбільше число перемог в чемпіонаті завоював «ТП Мазембе» із Лубумбаші, а найближчим переслідувачем є столична «Віта».

## Переможці
- 1964 — Імана
- 1965 — Біліма
- 1966 — ТП Енглеберт
- 1967 — ТП Енглеберт
- 1968 — Сент-Елуа Лупопо
- 1971 — Віта
- 1972/73 — Віта
- 1973 — Віта
- 1974 — Імана
- 1975 — Віта
- 1976 — ТП Мазембе
- 1977 — Віта
- 1978 — Імана
- 1979 — Біліма
- 1980 — Віта
- 1981 — Сент-Елуа Лупопо
- 1982 — Біліма
- 1983 — Санга Баленде
- 1984 — Біліма
- 1985 — Чинкунку
- 1986 — Сент-Елуа Лупопо
- 1987 — Мотема Пембе
- 1988 — Віта
- 1989 — Мотема Пембе
- 1990 — Сент-Елуа Лупопо
- 1991 — СКОМ Мікіші
- 1992 — Біломбе
- 1993 — Віта
- 1994 — Віта
- 1995 — Бантус
- 1996 — Мотема Пембе
- 1997 — Віта
- 1998 — Мотема Пембе
- 1999 — Мотема Пембе
- 2000 — ТП Мазембе
- 2001 — ТП Мазембе
- 2002 — Сент-Елуа Лупопо
- 2003 — Віта
- 2004 — Мотема Пембе
- 2005 — Мотема Пембе
- 2006 — ТП Мазембе
- 2007 — ТП Мазембе
- 2008 — Мотема Пембе
- 2009 — ТП Мазембе
- 2010 — Віта
- 2011 — ТП Мазембе
- 2012 — ТП Мазембе
- 2013 — ТП Мазембе
- 2014 — ТП Мазембе
- 2015 — Віта
- 2016 — ТП Мазембе
- 2017 — ТП Мазембе
- 2018 — Віта
- 2019 — ТП Мазембе
- 2020 — ТП Мазембе
- 2021 — Віта
- 2022 — ТП Мазембе
- 2024 — ТП Мазембе

## Переможці з клубів
| Клуб             | Місто     | Перемог | Останній |
| ---------------- | --------- | ------- | -------- |
| ТП Мазембе       | Лубумбаші | 18      | 2024     |
| Віта             | Кіншаса   | 15      | 2021     |
| Мотема Пембе     | Кіншаса   | 11      | 2008     |
| Сент-Елуа Лупопо | Лубумбаші | 5       | 2002     |
| Дрегонз          | Кіншаса   | 4       | 1984     |
| СКОМ Мікіші      | Лубумбаші | 1       | 1991     |
| Бантус           | Мбужі-Маї | 1       | 1995     |
| Біломбе          | Кіншаса   | 1       | 1992     |
| Санга Беленге    | Мбужі-Маї | 1       | 1983     |
| Чінкунку         | Кананга   | 1       | 1985     |

## Найкращі бомбардири
| Сезон   | Футболіст       | Клуб         | Г  | Іст.   |
| ------- | --------------- | ------------ | -- | ------ |
| 2000    | Папі Базілепо   | Кіншаса Сіті | 19 | [ 4 ]  |
| 2003    | Белінго Браззо  | Віта         | 8  | [ 4 ]  |
| 2008    | Серж Лофо       | Віта         | 16 | [ 4 ]  |
| 2016/17 | Бен Маланго     | ТП Мазембе   | 18 | [ 9 ]  |
| 2017/18 | Жан-Марк Макусу | Віта         | 24 | [ 10 ] |
| 2018/19 | Джексон Мулека  | ТП Мазембе   | 24 | [ 10 ] |
| 2019/20 | Джексон Мулека  | ТП Мазембе   | 12 | [ 11 ] |
| 2023/24 | Філлі Траоре    | ТП Мазембе   | 25 | [ 10 ] |